# Marian Dziędziel

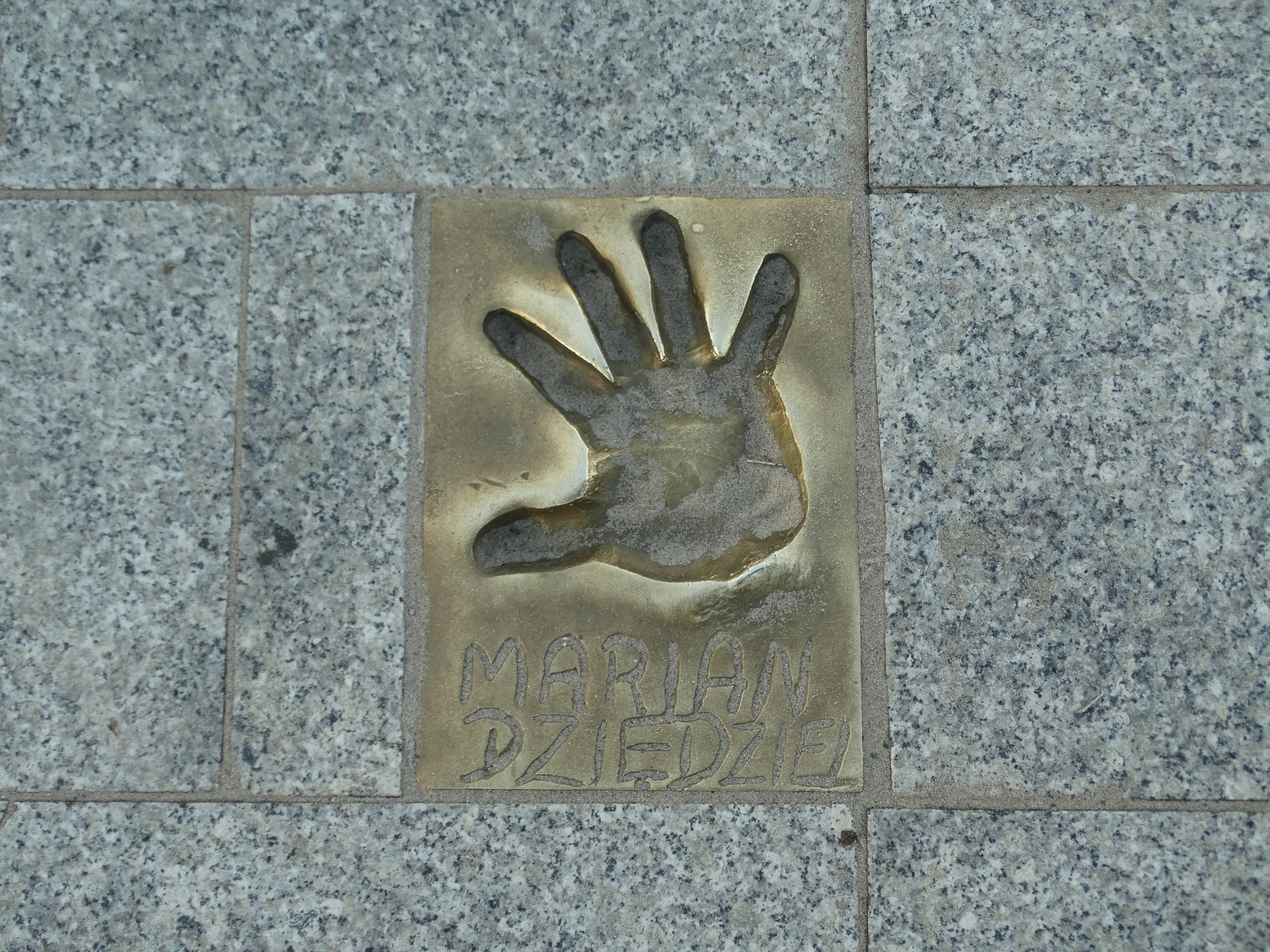
Odcisk dłoni Mariana Dziędziela w Alei Gwiazd w Międzyzdrojach

Marian Dziędziel (ur. 5 sierpnia 1947 w Gołkowicach) – polski aktor filmowy, telewizyjny i teatralny.

## Życiorys
Uczęszczał do I Liceum Ogólnokształcącego w Wodzisławiu Śląskim. Po maturze zdał egzamin na uczelnię teatralną, przy czym zawarto adnotację, że w ciągu pierwszego semestru musi nauczyć się poprawnego mówienia w języku polskim (wcześniej posługiwał się tradycyjną gwarą śląską). Studiował z Jerzym Trelą, Mikołajem Grabowskim, Leszkiem Teleszyńskim, Henrykiem Talarem i Jerzym Fedorowiczem. Krakowską Państwową Wyższą Szkołę Teatralną ukończył w 1969.
W 1968 debiutował w produkcji telewizyjnej w epizodycznej roli w Stawce większej niż życie. W 1969 dołączył do zespołu Teatru im. Juliusza Słowackiego w Krakowie. Występował w kabarecie Piwnica pod Baranami. Należał do prowadzących Telewizyjny koncert życzeń.
Za rolę w Weselu został wyróżniony nagrodą za najlepszą rolę męską na Festiwalu Polskich Filmów Fabularnych w Gdyni oraz Polską Nagrodą Filmową. Występ w Krecie przyniósł mu natomiast nagrodę za najlepszą drugoplanową rolę męską na FPFF. Otrzymał także m.in. Złotą Kaczkę czasopisma „Film” (2010).
W 2013, za wybitne zasługi dla polskiej kultury, za osiągnięcia w twórczości artystycznej i teatralnej, prezydent Bronisław Komorowski odznaczył go Krzyżem Kawalerskim Orderu Odrodzenia Polski. W 1983 został odznaczony Brązowym Krzyżem Zasługi. Otrzymał Srebrny (2012) i Złoty (2025) Medal „Zasłużony Kulturze Gloria Artis”. Wyróżniony tytułem honorowego obywatela gminy Godów.
W 2012 ukazała się książka Marian Dziędziel Dariusza Domańskiego, stanowiąca wywiad rzekę z aktorem.

## Życie prywatne
Ojciec aktora pracował w kopalni. Marian Dziędziel był mężem Haliny Wyrodek. Ma dwie córki: Agnieszkę i Joannę.

## Twórczość

### Aktor
- Stawka większa niż życie (1968) jako Polak, człowiek Tomali (odc. Akcja „Liść dębu”)
- Sól ziemi czarnej (1969) jako powstaniec
- Perła w koronie (1971) jako Hubert
- Ślad na ziemi (1978) jako Waldek, kolega Stefana
- Biały mazur (1979) jako Erazm Kobylański
- Party przy świecach (1980) jako „Inżynier”, mąż Krychy Gańkówny
- Cham (1980) jako Aleksy
- Grzeszny żywot Franciszka Buły (1980) jako ojciec Buły
- Białe tango (1981) jako Kazik Strzemień, szwagier Jadwigi
- Blisko, coraz bliżej (1982) jako Jan Pasternik, syn Franciszka
- Odwet (1982) jako pan młody
- Sprawa się rypła (1984) jako Ignac
- Mgła (1984) jako kierowca
- Ognisty anioł (1985) jako kapelan
- Sam pośród swoich (1985) jako prezes miejscowego PSL-u na wiecu
- Borys Godunow (1986) jako Adam Wiśniowiecki
- Ucieczka z miejsc ukochanych (1987) jako Adam Kunefał, ojciec Jasia
- Rodzina Kanderów (1988) jako Alojzy Sekuła
- Pogranicze w ogniu (1988) jako Bernard Graba
- Kolory kochania (1988) jako dziennikarz
- Gwiazda Piołun (1988) jako policjant
- Modrzejewska (1989) jako aktor
- W piątą stronę świata  (1990) jako dyrektor domu dziecka
- Mów mi Rockefeller  (1990)
- Dzieci wojny (1991) jako Góral sprzedający Szymonowi konia
- Życie za życie. Maksymilian Kolbe (1991) jako więzień – tłumacz w Auschwitz
- Dzieci wiatru (1991) jako góral sprzedający Szymonowi konia
- Śmierć jak kromka chleba (1994) jako inżynier naczelny kopalni
- Gry uliczne (1996) jako Kuna, były pracownik SB
- Sława i chwała (1997) jako Kozłowski, rządca w majątku w Pustych Łąkach
- Małżowina (1998) jako sąsiad z naprzeciwka
- Wielkie rzeczy: Sieć (2000) jako ojciec Danki
- Klinika pod Wyrwigroszem (2000) jako minister
- Sezon na leszcza (2000) jako „Mróz”, partner „Gliniarza”
- Samo niebo (2001) jako reżyser teatralny
- Sieć (2001) jako ojciec Danki
- Pianista (2002) jako Polak na budowie
- Show (2003) jako Zenek, uczestnik programu
- Glina (2003) jako Banaś, ojciec Artura
- 20.10  (2004)
- Oficer (2004) jako inspektor Joachim Kondeja, dowódca Specjalnej Grupy Pościgowej CBŚ
- Vinci (2004) jako Helmut
- Wesele (2004) jako Wiesław Wojnar, ojciec Kaśki
- Mój Nikifor (2004) jako pszczelarz Budnik
- Czas surferów (2005) jako porwany
- Kryminalni (2005) jako Wilczyński, dyrektor hipermarketu
- Komornik (2005) jako Horst
- Sezon na kaczki (2006) jako komisarz
- Jasne błękitne okna (2006) jako Rogaś, ojciec Beaty
- Oficerowie (2006) jako Kondeja
- Wszyscy jesteśmy Chrystusami (2006) jako kolega Adasia z „Jutrzenki”
- Odwróceni (2007) jako Franciszek Żuk „Ptasiek”, szef gangu wołomińskiego
- Łódka (2007) jako wujek Jacka
- I kto tu rządzi? (2007) jako Jurek Michalski, teść Tomka
- Tylko miłość (2007) jako Leon Kryński, ojciec Mai
- Wino truskawkowe (2007) jako Adam Kościejny
- Taxi A (2007) jako Andrzej Konieczny
- Determinator (2007) jako Jerzy Michta „Macher”
- Senność (2008) jako Lechosław Podwiejski, teść Roberta
- Zgorszenie publiczne (2008) jako Erich, ojciec Romanka
- Miasto z morza (2009) jako Augustyn Konka, ojciec Łucki
- Londyńczycy 2 (2009) jako Robalewski, ojciec „Robala”
- Miasto z morza (serial telewizyjny) (2009) jako Augustyn Konka, ojciec Łucki
- Dom zły (2009) jako Zdzisław Dziabas
- Blondynka (2009) jako Władysław Partyka
- Zero (2009) jako taksówkarz
- Laura (2010) jako Hans Nowak, ojciec Zbyszka
- Ludzie Chudego (2010) jako Lucjan Rychter, szef komisariatu, teść „Chudego”
- Śluby panieńskie (2010) jako szlachcic
- Trick (2010) jako Mietek „Profesor”
- Kret (2011) jako Zygmunt Kowal, ojciec Pawła
- 1920 Bitwa warszawska (2011) jako generał Tadeusz Rozwadowski
- Wymyk (2011) jako Stefan Firlej, ojciec Alfreda i Jerzego
- Róża (2011) jako Mateusz
- Pokaż, kotku, co masz w środku (2011) jako Stanisław Zientara, ojciec Andrzeja i Zygmunta
- W imieniu diabła (2011) jako ksiądz Stefan
- Supermarket (2012) jako Jaśmiński, szef ochrony
- Piąta pora roku (2012) jako Wiktor
- Miłość (2012) jako Stefan Niedzielski, ojciec Tomka
- Komisarz Blond i Oko sprawiedliwości (2012) jako minister spraw wewnętrznych Jan Kwiatkowski
- Drogówka (2013) jako Gołąb
- Kamienie na szaniec (2014) jako Ślązak
- Prawo Agaty (2014) jako dróżnik Wiesław Pietroń
- Pod Mocnym Aniołem (2014) jako „Król Cukru” / Kubica
- Pani z przedszkola (2014) jako terapeuta
- Mocna kawa wcale nie jest taka zła (2014) jako Jacek
- Dzień dobry, kocham Cię (2014) jako Władysław Gec, ojciec Leona
- Warsaw by Night (2014) jako Piotr, były mąż Heleny
- Wataha (2014) jako Szeptun
- Polskie gówno (2014) jako Henryk Bydgoszcz, ojciec Jerzego
- Dziewczyny ze Lwowa (2015) jako Henryk Pućko, gospodarz dziewczyn
- Moje córki krowy (2015) jako Tadeusz Makowski, ojciec Marty i Kasi
- Fanatyk (krótkometrażowy, 2017) jako wędkarz Zbyszek
- Pitbull. Ostatni pies (2018) jako komendant stołeczny policji
- Leśniczówka (2018) jako Antoni Ruszczyc
- Warsaw by Night (2018) jako Henio, klient „Lisiej Jamy”
- Plan B (2018) jako Roman Dreszer, ojciec Klary
- Marionetka (2018) jako rzemieślnik
- Szóstka (2018) jako profesor Jerzy Bielik
- Na bank się uda (2019) jako Eryk Rzenno
- Ja teraz kłamię (2019) jako szef ZTV
- Mistrz (2020) jako rotmistrz
- Kraj (2021) jako ojciec w noweli Rodzinna firma

### Dubbing
- Złoty kompas (2007) jako Lee Scoresby
- Gra o tron (audiobook, 2009) jako król Robert
- Psy i koty: Odwet Kitty (2010) jako Butch

### Lektor
- Papież nadziei (1995, film dokumentalny)
- Trzy pogrzeby Kazimierza Wielkiego (1998, film dokumentalny)
- Iskry w popiele (2019, album muzyczny)[10]